# 山県昌久
山県 昌久（やまがた まさひさ、永禄5年（1562年） - 慶長13年（1608年））は、戦国時代の武将。
福井笹治山縣家の祖。通称上村源四郎、佐兵衛 。

## 略歴
山県昌景の子として生まれる。後に上村源四郎と称した。長篠の戦い後は母方の上村左衛門の元に身を寄せ尾張国に住んだ 。
慶長13年（1608年）死去。息子の昌時は結城秀康に仕えて3600石を賜った 。